# Гусаковський сільський округ
Гусако́вський сільський округ (каз. Гусаков ауылдық округі, рос. Гусаковский сельский округ) — адміністративна одиниця у складі Айиртауського району Північноказахстанської області Казахстану. Адміністративний центр — село Гусаковка.
Населення — 1199 осіб (2021; 1806 у 2009, 2866 у 1999, 3376 у 1989).
Станом на 1989 рік існували Гусаковська сільська рада (села Гусаковка, Карсаковка, Малосергієвка, Пронькіно) та Новосвітловська сільська рада (села Береславка, Красний Кордон, Новосвітловка) Арикбалицького району. Село Малосергієвка було ліквідовано 2014 року, а село Красний Кордон — 2015 року.

## Склад
До складу округу входять такі населені пункти:
| Населений пункт      | Старі назви | Населення, осіб (1989) | Населення, осіб (1999) | Населення, осіб (2009) | Населення, осіб (2021) |
| -------------------- | ----------- | ---------------------- | ---------------------- | ---------------------- | ---------------------- |
| Береславка, село     | -           | 467                    | 409                    | 241                    | 112                    |
| Гусаковка, село      | -           | 1160                   | 1238                   | 812                    | 619                    |
| Карсаковка, село     | -           | 283                    | 229                    | 186                    | 101                    |
| Красний Кордон, село | -           | 166                    | 120                    | 1                      | -                      |
| Малосергієвка, село  | -           | 109                    | 53                     | 2                      | -                      |
| Новосвітловка, село  | -           | 982                    | 817                    | 564                    | 367                    |
| Пронькіно, село      | -           | 209                    | 167                    | -                      | -                      |